# Плезант-Лейк (Міннесота)
Плезант-Лейк (англ. Pleasant Lake) — місто в окрузі Стернс, штат Міннесота, США.
Кадастрова площа 2 км² (2 км² — суша, водойм нема).
За оцінкою 2002 року в місті проживають 504 особи. Густота населення становить 247,6 чол/км².
- FIPS-код міста — 27-51586[3]
- GNIS-ідентифікатор — 0649561[4]